# Приз Альфреда Бауера
Приз Альфреда Бауера (нім. Alfred-Bauer-Preis) — одна з кінонагород в категорії «Срібних ведмедів», яка з 1987 року вручається міжнародним журі Берлінського міжнародного кінофестивалю фільмам, «які відкривають нові перспективи кіномистецтва».
Нагороду названо на честь першого директора кінофестивалю, історика кіно Альфреда Бауера (1911—1986).

## Лауреати
| Рік  | Фільм                                | Оригінальна назва                            | Режисер            | Країна         |
| ---- | ------------------------------------ | -------------------------------------------- | ------------------ | -------------- |
| 1987 | Погана кров                          | Mauvais sang                                 | Леос Каракс        | Франція        |
| 1989 | Слуга                                | Слуга                                        | Вадим Абдрашитов   | СРСР           |
| 1990 | Караул                               | Караул                                       | Олександр Рогожкін | СРСР           |
| 1992 | Нескінченність                       | Бесконечность                                | Марлен Хуцієв      | Росія          |
| 1994 | Шлях до Будди                        | Hwa-Om-Kyung                                 | Чан Сон-у          | Південна Корея |
| 1996 | Задушені життя                       | Vite strozzate                               | Ріккі Тоньяцці     | ,              |
| 1997 | Ромео+Джульєта                       | William Shakespeare's Romeo & Juliet         | Баз Лурманн        | США            |
| 1998 | Міцно обіймаю тебе                   | 愈快乐愈堕落 (Yù kuàilè yù duòluò)           | Стенлі Кван        | Гонконг        |
| 1999 | Карнавал                             | Karnaval                                     | Тома Вінсент       | ,              |
| 2000 | Хор для хлопчиків                    | 独立少年合唱団 (Dokuritsu shonen gasshôdan)  | Акіра Огата        | Японія         |
| 2001 | Болото                               | La ciénaga                                   | Лукресія Мартель   | ,              |
| 2002 | Червоний терор                       | Baader                                       | Крістофер Рот      | Німеччина      |
| 2003 | Герой                                | 英雄 (Ying xiong)                            | Чжан Їмоу          | ,              |
| 2004 | Марія, благодаті повна               | Maria, llena eres de gracia                  | Джошуа Марстон     | ,              |
| 2005 | Норовлива хмара                      | 天邊一朵雲 (Tiān biān yi duǒyún)             | Цай Мінлян         | ,              |
| 2006 | Охоронець                            | El Custodio                                  | Родріго Морено     | ,              |
| 2007 | Я — кіборг, але це нормально         | 싸이보그지만 괜찮아 (Saibogujiman kwenchana) | Пак Чхан-ук        | Південна Корея |
| 2008 | Озеро Тахо                           | Lake Tahoe                                   | Фернандо Еймбке    | Мексика        |
| 2009 | Гігант                               | Gigante                                      | Адріан Біньєс      | ,              |
| 2009 | Аїр                                  | Tatarak                                      | Анджей Вайда       | Польща         |
| 2010 | Якби я хотів свистіти, то свистів би | Eu când vreau să fluier, fluier              | Флорін Шербан      | ,              |
| 2011 | Якщо не ми, то хто                   | Wer wenn nicht wir                           | Андрес Файєль      | Німеччина      |
| 2012 | Табу                                 | Tabu                                         | Мігель Гомиш       | ,              |
| 2013 | Вік і Фло побачили ведмедя           | Vic et Flo ont vu un ours                    | Дені Коте          | Канада         |
| 2014 | Кохати, пити і співати               | Aimer, boire et chanter                      | Ален Рене          | Франція        |
| 2015 | Ішканул                              | Ixcanul                                      | Хайро Бустаманте   | Гватемала      |
| 2016 | Колискова для сумної таємниці        | Hele Sa Hiwagang Hapis                       | Лав Діас           | Філіппіни      |
| 2017 | Слід звіра                           | Pokot                                        | Агнешка Голланд    | Польща         |
| 2018 | Спадкоємиці                          | Las herederas                                | Марсело Мартінессі | ,              |